# Nieswurz
Die Pflanzengattung Nieswurz (Helleborus), auch Christrosen, Schneerosen oder Lenzrosen genannt, gehört zur Familie der Hahnenfußgewächse (Ranunculaceae). Die 15 bis 25 Arten sind von Europa über Kleinasien bis Zentralasien verbreitet; eine Art kommt in China vor.

## Namensherkunft
Der deutschsprachige Trivialname Nieswurz (von mittelhochdeutsch niesewurz „Schwarze Nieswurz“ oder „Weiße Nieswurz“) ist auf den Umstand zurückzuführen, dass das geriebene Pulver der unterirdischen Pflanzenteile Niesreiz auslöst. Das gilt auch für manche anderen Pflanzenarten, z. B. aus der Gattung Veratrum (ebenfalls mitunter als „Nieswurz“ bezeichnet).
Der wissenschaftliche Gattungsname Helleborus war schon in der Antike als Pflanzenname bekannt (ursprünglich altgriechisch ἑλλέβορος helléboros). Er erscheint bereits in Theophrasts Historia plantarum. Pedanios Dioskurides führte im vierten Band seiner Arzneimittellehre De materia medica aus dem 1. Jahrhundert nach Christus zwei Helleborus-Arten auf, eine weiße und eine schwarze. Es wird vermutet, dass die schwarze Art tatsächlich der heutigen Gattung Helleborus zuzuordnen ist, während die weiße Art wahrscheinlich eher mit dem Weißen Germer identisch ist, also in die Gattung Veratrum zu stellen ist. Die Etymologie des Namens Helleborus bzw. ἑλλέβορος ist ungeklärt. Unter anderem ist eine Ableitung aus den griechischen Wörtern ellós für „Hirschkalb“ und borá für „Speise“ vorgeschlagen worden, also etwa „von Hirschkälbern gefressen“, doch gibt es dafür keine Bestätigung. In älterer Literatur kommen auch Versuche vor, den Namen von elein (verdrängen, wegnehmen) herzuleiten, etwa im Sinn von „Speise, um das Leben wegzunehmen“, die jedoch schon im 19. Jahrhundert als unhaltbar kritisiert wurden. Helmut Genaust hält eine Umbildung eines vorgriechischen Fremdworts für möglich. Der abgeleitete Begriff (h)elleborosus = „verrückt“ weist auf die Tatsache hin, dass Nieswurz im Altertum als Mittel für Geisteskranke Verwendung fand. Durch Medikamente ausgelöstes Niesen, Erbrechen und Durchfall war bis in das 18. Jahrhundert ein wichtiges psychiatrisches Therapeutikum.

## Beschreibung

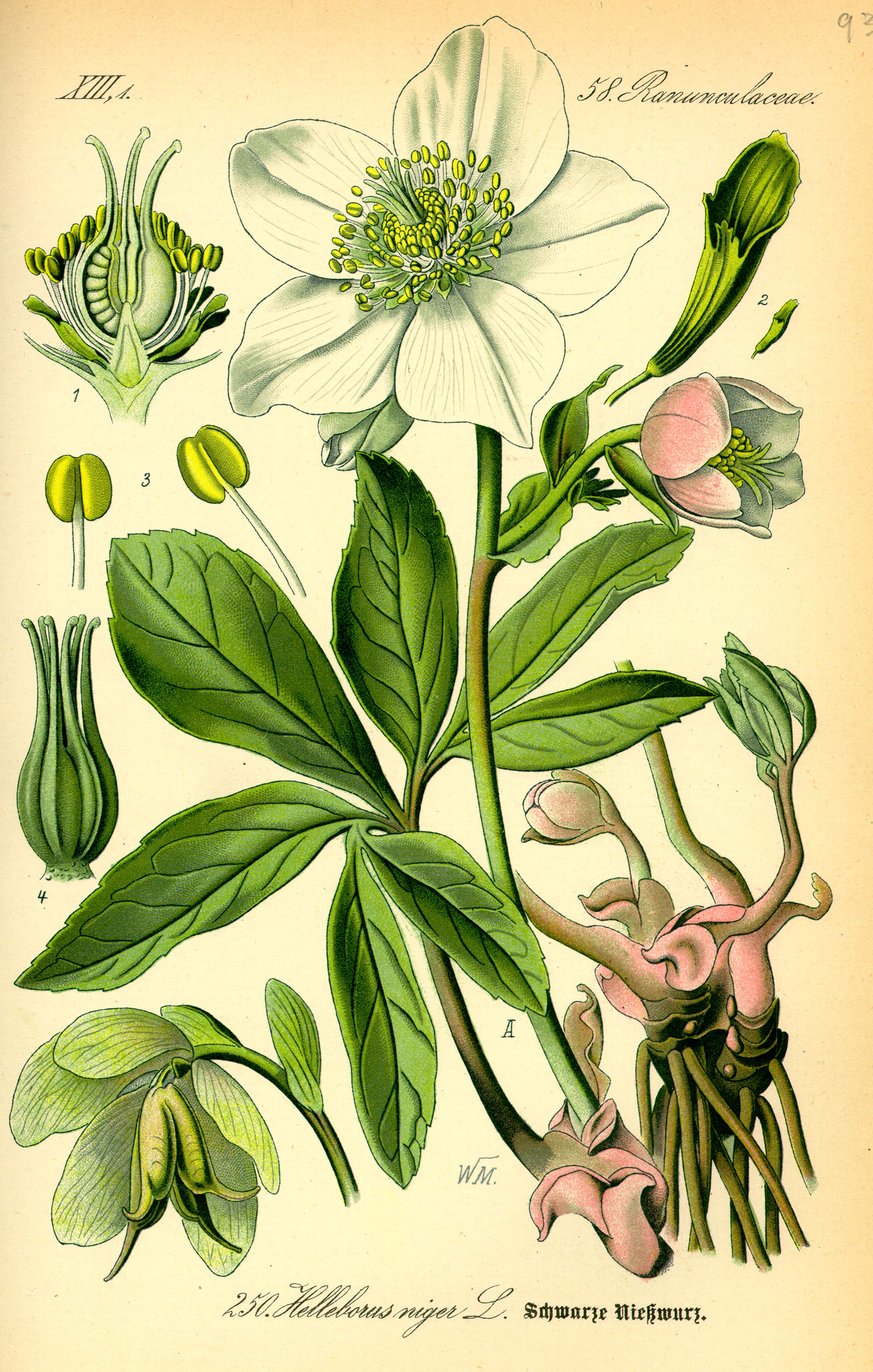
Illustration der Schneerose (Helleborus niger)

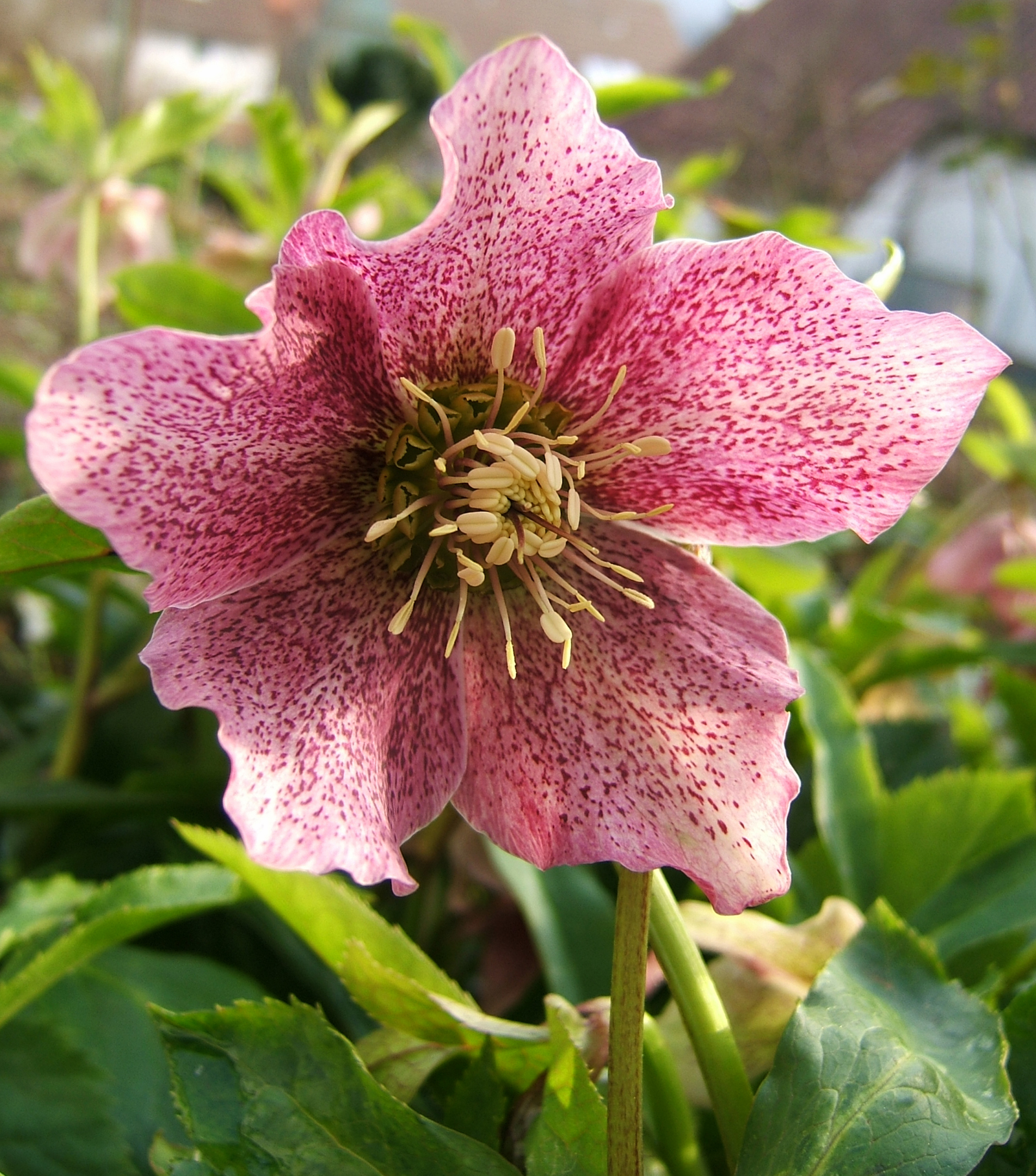
Nieswurz-Hybride (Helleborus ×hybridus)

### Vegetative Merkmale
Helleborus-Arten sind ausdauernde krautige Pflanzen, die meist Rhizome als Überdauerungsorgane ausbilden.
Die relativ großen Laubblätter sind in Blattstiel und Blattspreite gegliedert. Die Blattspreite ist meist geteilt. Die Arten besitzen laubblattförmige Hochblätter.

### Generative Merkmale
An einem zymösen Blütenstand befinden sich eine bis viele Blüten. Diese sind zwittrig und radiärsymmetrisch. Die Blütenfarben reichen von rot bis violett und weiß bis grün. Die fünf Kelchblätter sind groß und dekorativ in unterschiedlichen Farben und sind meist auch noch während der Fruchtreife vorhanden. Die 5 bis 15 Kronblätter sind klein. In jeder Blüte sind viele (30 bis 60) Staubblätter und zwei bis zehn freie Fruchtblätter vorhanden.

## Giftigkeit
Alle Arten sind giftig.

## Analytik der Inhaltsstoffe
Zur qualitativen und quantitativen Bestimmung einzelner Inhaltsstoffe der Pflanzen kommt nach angemessener Probenvorbereitung die Kopplung der Gaschromatographie oder HPLC mit der Massenspektrometrie zur Anwendung.

## Verbreitung
Helleborus-Arten sind von Europa über Kleinasien bis Zentralasien verbreitet.
Eine von den ersten Siedlern als Heilpflanze genutzte Art, die Grüne Nieswurz (Helleborus viridis) hat sich in Nordamerika ausgebreitet. Einige Arten und Sorten werden als Zierpflanzen verwendet und sind in manchen Ländern verwildert. Die am häufigsten als Zierpflanzen verwendeten Arten sind neben der Schneerose/Christrose (Helleborus niger) die Orientalische Nieswurz (Helleborus orientalis), die Purpur-Nieswurz (Helleborus purpurascens), die Korsische Nieswurz (Helleborus argutifolius) sowie die Stinkende Nieswurz (Helleborus foetidus). Beliebt sind diese Arten wegen ihrer frühen und auffälligen Blüte im Winter und Frühjahr und der wintergrünen Blätter.
Durch die Verwendung als Heilpflanzen wurden zwei Nieswurz-Arten in Mitteleuropa eingebürgert. Sowohl die Christrose als auch die Grüne Nieswurz wurden über Samen und Gartenabfälle verschleppt und siedelten sich in der freien Natur an. Die Grüne Nieswurz ist besonders im Alpenvorland in lichten Wäldern und an Weinbergrändern zu finden. Der erste schriftliche Nachweis stammt aus dem Jahre 1798.
Einige Arten stehen unter Naturschutz.

## Systematik
Die Gattung Helleborus wurde durch Carl von Linné aufgestellt. Ein Homonym ist Helleborus Gueldenst.
Die Gattung Helleborus gehört zur Tribus Helleboreae in der Unterfamilie Ranunculoideae innerhalb der Familie Ranunculaceae.
Die folgende Zusammenstellung der Helleborus-Arten nennt jeweils den wissenschaftlichen Namen, ggf. einen Trivialnamen, die deutsche Bedeutung des wissenschaftlichen Namens, das Verbreitungsgebiet sowie die Blütenfarbe und zeigt, wenn vorhanden, eine Abbildung.
| Name                                                       | Trivialname                                                                        | Wortbedeutung des wissenschaftlichen Namens                                                                                        | Gebiet der Verbreitung | Blütenfarbe | Abbildung |
| ---------------------------------------------------------- | ---------------------------------------------------------------------------------- | --- | --- | --- | --- |
| Subgenus Helleborus                                        | Subgenus Helleborus                                                                | Hochblätter laubartig (frondos), sieben- bis dreiteilig, frischgrün; Nieswurz (Heilmittel geg. Wahnsinn u. Epilepsie; Brechmittel) | Hochblätter laubartig (frondos), sieben- bis dreiteilig, frischgrün; Nieswurz (Heilmittel geg. Wahnsinn u. Epilepsie; Brechmittel) | Hochblätter laubartig (frondos), sieben- bis dreiteilig, frischgrün; Nieswurz (Heilmittel geg. Wahnsinn u. Epilepsie; Brechmittel) | Hochblätter laubartig (frondos), sieben- bis dreiteilig, frischgrün; Nieswurz (Heilmittel geg. Wahnsinn u. Epilepsie; Brechmittel) |
| I. sect. Griphopus Spach em. Schiffner                     | I. sect. Griphopus Spach em. Schiffner                                             | Fuß eines Greifen | Fuß eines Greifen | Fuß eines Greifen | Fuß eines Greifen |
| Helleborus foetidus L.                                     | Stinkende Nieswurz                                                                 | stinkend, übelriechend | Südwest- bis Mitteleuropa | grün, verbreitet roter Rand | |
| II. sect. Chenopus Schiffner                               | II. sect. Chenopus Schiffner                                                       | gewunden | gewunden | gewunden | gewunden |
| Helleborus lividus Aiton                                   | Mallorquinische Nieswurz                                                           | bleifarbig, bläulich | Mallorca | grün | |
| Helleborus argutifolius Viv.                               | Korsische Nieswurz häufig auch Helleborus lividus subsp. corsicus (Briq.) P.Fourn. | reichblättrig | Korsika, Sardinien | grün, weißlich | |
| III. sect. Helleborus [sect. Chionorhodon Spach]           | III. sect. Helleborus [sect. Chionorhodon Spach]                                   | Schnee, Rose | Schnee, Rose | Schnee, Rose | Schnee, Rose |
| Helleborus niger L.                                        | Schneerose                                                                         | schwarz / scharf | Kroatien, Slowenien, Norditalien, Schweiz, Österreich, Süddeutschland                                                              | weiß, später auch rosa | |
| Helleborus niger subsp. macranthus (Freyn) Schiffner       | Helleborus niger major                                                             | mit großer Blüte | | weiß, später auch rosa | |
| Helleborus niger L. subsp. niger                           |                                                                                    | | | weiß, später auch rosa | |
| Subgenus Helleborastrum (Spach) Werner & Ebel              | Subgenus Helleborastrum (Spach) Werner & Ebel                                      | Hochblätter schuppenförmig (brakteos), ungeteilt, bleichgrüne Deckblätter / Hüllblätter belaubt, 7-3, Samen ohne Elaiosom          | Hochblätter schuppenförmig (brakteos), ungeteilt, bleichgrüne Deckblätter / Hüllblätter belaubt, 7-3, Samen ohne Elaiosom          | Hochblätter schuppenförmig (brakteos), ungeteilt, bleichgrüne Deckblätter / Hüllblätter belaubt, 7-3, Samen ohne Elaiosom          | Hochblätter schuppenförmig (brakteos), ungeteilt, bleichgrüne Deckblätter / Hüllblätter belaubt, 7-3, Samen ohne Elaiosom          |
| IV. sect. Syncarpus Schiffer                               | IV. sect. Syncarpus Schiffer                                                       | ähnlich wie die Handwurzel | ähnlich wie die Handwurzel | ähnlich wie die Handwurzel | ähnlich wie die Handwurzel |
| Helleborus vesicarius Aucher ex Boiss.                     |                                                                                    | mit Blasen | Südöstliche Türkei, nordwestliches Syrien                                                                                          | rot | |
| V. sect. Dicarpon Ulbrich                                  | V. sect. Dicarpon Ulbrich                                                          | nicht wie die Handwurzel | nicht wie die Handwurzel | nicht wie die Handwurzel | nicht wie die Handwurzel |
| Helleborus thibetanus Franch.                              | Tibet-Nieswurz                                                                     | tibetanisch | China | rosa | |
| VI. sect. Helleborastrum Spach                             | VI. sect. Helleborastrum Spach                                                     | Ähnlichkeit mit Helleborus | Ähnlichkeit mit Helleborus | Ähnlichkeit mit Helleborus | Ähnlichkeit mit Helleborus |
| Helleborus abruzzicus M.Thomsen, McLewin & B.Mathew        |                                                                                    | aus den Abruzzen | Mittel-Italien | weißlich, grünlich | |
| Helleborus atrorubens Waldst. & Kit.                       |                                                                                    | dunkel-rot | Slowenien, Nord-Kroatien, Bosnien, früheres Jugoslawien                                                                            | rötlich, violett | |
| Helleborus bocconei Ten.                                   |                                                                                    | von Botaniker Paolo Boccone | Süditalien, Sizilien | weiß | |
| Helleborus croaticus Martinis 1973                         |                                                                                    | aus Kroatien | Nordöstliches Kroatien | rötlich violett | |
| Helleborus cyclophyllus (A.Braun) Boiss.                   |                                                                                    | mit kreisrunden Blättern | Griechenland, Nordmazedonien Albanien, Bulgarien                                                                                   | grün, hellgrün, weißlich | |
| Helleborus dumetorum Waldst. & Kit. ex Willd.              |                                                                                    | Hecken-Nieswurz | Slowenien, Ungarn, Kroatien, Rumänien, Österreich                                                                                  | grün bis weiß | |
| Helleborus liguricus M.Thomsen, McLewin & B.Mathew         |                                                                                    | aus Ligurien | Italien (Ligurien, Toskana) | grün bis weiß | |
| Helleborus multifidus Vis.                                 |                                                                                    | vielgespalten | Kroatien, Herzegovina | grün | |
| Helleborus multifidus subsp. hercegovinus                  |                                                                                    | aus Herzegovina | Montenegro, Herzegowina | gelb-grün | |
| Helleborus multifidus subsp. istriacus                     |                                                                                    | aus Istrien | Nordostitalien, Kroatien, Bosnien, Montenegro                                                                                      | grün | |
| Helleborus multifidus Vis. subsp. multifidus               |                                                                                    | vielspaltig (gefiedert) | Albanien und das frühere Jugoslawien                                                                                               | | |
| Helleborus odorus Waldst. & Kit. ex Willd.                 |                                                                                    | duftend | Süd- und Südosteuropa mit Schwerpunkt auf der Balkanhalbinsel                                                                      | grün bis gelb-grün | |
| Helleborus odorus subsp. odorus L.                         |                                                                                    | duftend | | | |
| Helleborus odorus subsp. abchasicus (A.Braun) Mathew       |                                                                                    | aus Abchasien | Georgien | pink, rötlich | |
| Helleborus odorus subsp. guttatus (A.Braun & Sauer) Mathew |                                                                                    | gepunktet | | | |
| Helleborus odorus subsp. orientalis                        | Helleborus caucasicus, Helleborus kochii                                           | aus dem Orient | gelegentlich verwendet für subsp. guttatus + abchasicus                                                                            | rötlich | |
| Helleborus orientalis Lam. 1789                            | Orientalische Nieswurz                                                             | aus dem Osten | Nördliche Türkei, Bulgarien, Ukraine, Georgien, Kaukasus                                                                           | weiß, gelblich, pink | |
| Helleborus purpurascens Waldst. & Kit.                     | Purpur-Nieswurz                                                                    | purpurrot werdend | Ungarn, Slowakei, Polen, Rumänien                                                                                                  | violett, braun | |
| Helleborus torquatus Archer-Hind                           |                                                                                    | mit Halskette geschmückt | Kroatien, Bosnien, Serbien, Montenegro                                                                                             | grün, violett | |
| Helleborus viridis L.                                      | Grüne Nieswurz                                                                     | grün | Südwest-, West- und Mitteleuropa                                                                                                   | grün | |
| Helleborus viridis subsp. occidentalis                     |                                                                                    | aus dem Westen | Südwest-, West- und Mitteleuropa                                                                                                   | grün | |

Die Verwandtschaftsverhältnisse innerhalb der Gattung Helleborus sind im untenstehenden Kladogramm nach Meiners et al. dargestellt.

## Nutzung

### Verwendung als Zierpflanze
Unter den Nieswurz-Arten werden insbesondere die Christrose (Helleborus niger) und ihre Sorten als Zierpflanzen verwendet. Als Art, die am besten auch Sonne und Trockenheit toleriert, gilt die Korsische Nieswurz mit ihren becherförmigen, grünen Blüten.
Es wurden auch eine Reihe von Hybriden gezüchtet. Zu diesen gehört beispielsweise die Sorte Helleborus ‘Queen of the Night’, eine Kreuzung der Orientalischen Nieswurz (Helleborus orientalis) und der Purpur-Nieswurz (Helleborus purpurascens).

### Nieswurzen als Gift- und Heilpflanze
Nieswurz-Arten enthalten einige pharmakologisch relevante und nutzbringende Inhaltsstoffe. Saponine und die Glykoside Helleborein und Hellebrin sind in der ganzen Pflanze zu finden. Helleborein hat Digitaliswirkung. Der Geruch der Inhaltsstoffe führt zu einem starken Niesreiz.
Die den Digitalisglykosiden ähnliche Giftwirkung der Nieswurz-Arten, wozu in Antike und Mittelalter auch die Weiße Nieswurz (Veratrum album) gezählt wurde, war schon im Altertum bekannt. So wird berichtet, dass Solon während des Ersten Heiligen Kriegs im Jahre 600 v. Chr. einen Bach mit zerkleinerten Helleborus-Rhizomen (vermutlich Helleborus odorus) vergiftete und damit die Bewohner von Krissa, die aus dem Bach tranken, durch Durchfall kampfunfähig machte. Auf die gleiche Episode bezieht sich auch Frontinus, der in seinen Stratagema von der Vergiftung der Einwohner von Krissa mit elleboro durch den Tyrannen Kleisthenes von Sikyon berichtet. Der von Plinius zitierte Herophilos von Chalkedon bezeichnete „helleborus“, vermutlich das Liliengewächs Weißer Germer (möglicherweise auch die Stinkende Nieswurz), in einer militärischen Metapher als „starken Feldherrn“.
Nieswurzen wurden auch in der Vergangenheit häufig als Heilpflanze verwendet, wie man aus den Erwähnungen bei Hippokrates, Agathinos aus Sparta, Hildegard von Bingen und anderen mittelalterlichen Quellen, Paracelsus, Hieronymus Bock, Pietro Andrea Mattioli und Christoph Wilhelm Hufeland schließen kann. Nach Demokrit half die Nieswurz gegen Torheit, die bei seinen Mitbürgern, den Abderiten weit verbreitet gewesen sei.
Die in Antike und Mittelalter als helleborus niger („Schwarze Nieswurz“) bezeichnete Pflanze kann für das Mittelalter jedoch noch als Christrose (Helleborus niger L.), Stinkende oder Grüne Nieswurz (Helleborus foetidus L. bzw. Helleborus viridis L.) oder Frühlings-Adonisröschen (Adonis vernalis L.) gedeutet werden.
Als Heilpflanze wurde die Christrose seit dem 16. Jahrhundert in Gärten gezogen. Der dunkelbraune Wurzelstock wurde pulverisiert als Herzmittel und harntreibendes Medikament eingesetzt. Die Kräuterbücher des 16. und 17. Jahrhunderts wiesen auch auf die Giftigkeit der Pflanze hin und warnten vor Überdosierung. In Der Klosterjäger von Ludwig Ganghofer warnt der Titelheld einen Frater, dem er die Nieswurz bringen soll: „Zwei Tröpflein machen rot, zehn Tropfen machen tot.“ Die Verwendung als Niespulver verbietet in Deutschland die Bedarfsgegenständeverordnung.
Nieswurztinktur (Tinctura Veratri) wurde mit verdünntem Ethanol hergestellt und diente bei Wiederkäuern als Ruminatorium (die Pansenperistaltik anregendes Mittel).

## Verwendung in Kunst und Kultur
Die Erwähnung der angeblichen Wirkung von Nieswurz ist von alters her in der Kunst und Literatur zu beobachten. In Ovids Metamorphosen, in der Bibliotheke des Apollodor und bei Vergil wird von der Kur des Melampus berichtet. Der Arzt heilte Iphianassa und Lysippe, Töchter des Königs Proitos von Argos von ihrem Wahnsinn (sie waren überzeugt, Kühe zu sein und verwüsteten das Land), indem er ihnen Milch mit einem Nieswurzaufguss zu trinken gab. In der Komödie Menaechmi von Plautus (250–184 v. Chr.) sagt der Arzt zum Patienten ...du wirst Nieswurz trinken, und das etwa 20 Tage..., daraufhin erwidert der Patient ....aber ich bin doch nicht verrückt. Auch Tantalos erhoffte sich durch diese Wurzel eine Heilung seiner quälenden Begierde: Darin hast du recht: Allein das macht eben einen Teil meiner Verdammnis aus, daß ich von der Begierde zu trinken gequält werde, ohne dessen vonnöten zu haben. Menippos reagiert: Du faselst, Tantalos! Du bedarfst in der Tat eines Trankes, aber keines anderen als von der stärksten Nieswurz. Dein Übel ist gerade das Widerspiel dessen, was den von wütenden Hunden Gebissenen widerfährt: Sie scheuen sich vor dem Wasser, du vor dem Durst. Tantalos bezieht sich wiederum auf die Nieswurz: Hätte ich nur gleich einen tüchtigen Schluck Helleborus, ich wollte ihn gewiß nicht verschmähen! Hippokrates in Wielands „Geschichte der Abderiten“ will mittels Nieswurz die Krankheit (Dummheit) der Abderiten heilen (II, 7). Fünf Grane Niesewurz werden in Heinrich von Kleists Amphitryon bei Geisteskrankheit empfohlen,; six grains d'ellébore in der Bearbeitung des Amphitryon von Molière.
Um 1205 wird im Parzival des Wolfram von Eschenbach die Nieswurz (möglicherweise bezogen auf die Art Stinkende Nieswurz) in Bezug auf ihren stechenden Schmerz, den sie in der Nase verursacht, erwähnt. In Der parfümierte Garten von „Scheikh Nefzawi“ wird im 15. Jahrhundert Nieswurz als erotisierend wirkender Weinzusatz geschildert.
Angeblich verdanken wir das Lied Es ist ein Ros entsprungen dem Mönch Laurentius, der auf einer Winterwanderung vom Anblick einer Christrose (Schwarze Nieswurz, Helleborus niger) inspiriert wurde.
In Wilhelm Hauffs Märchen Zwerg Nase findet Nieswurz als Kräutlein Niesmitlust Erwähnung.